# Плановый город

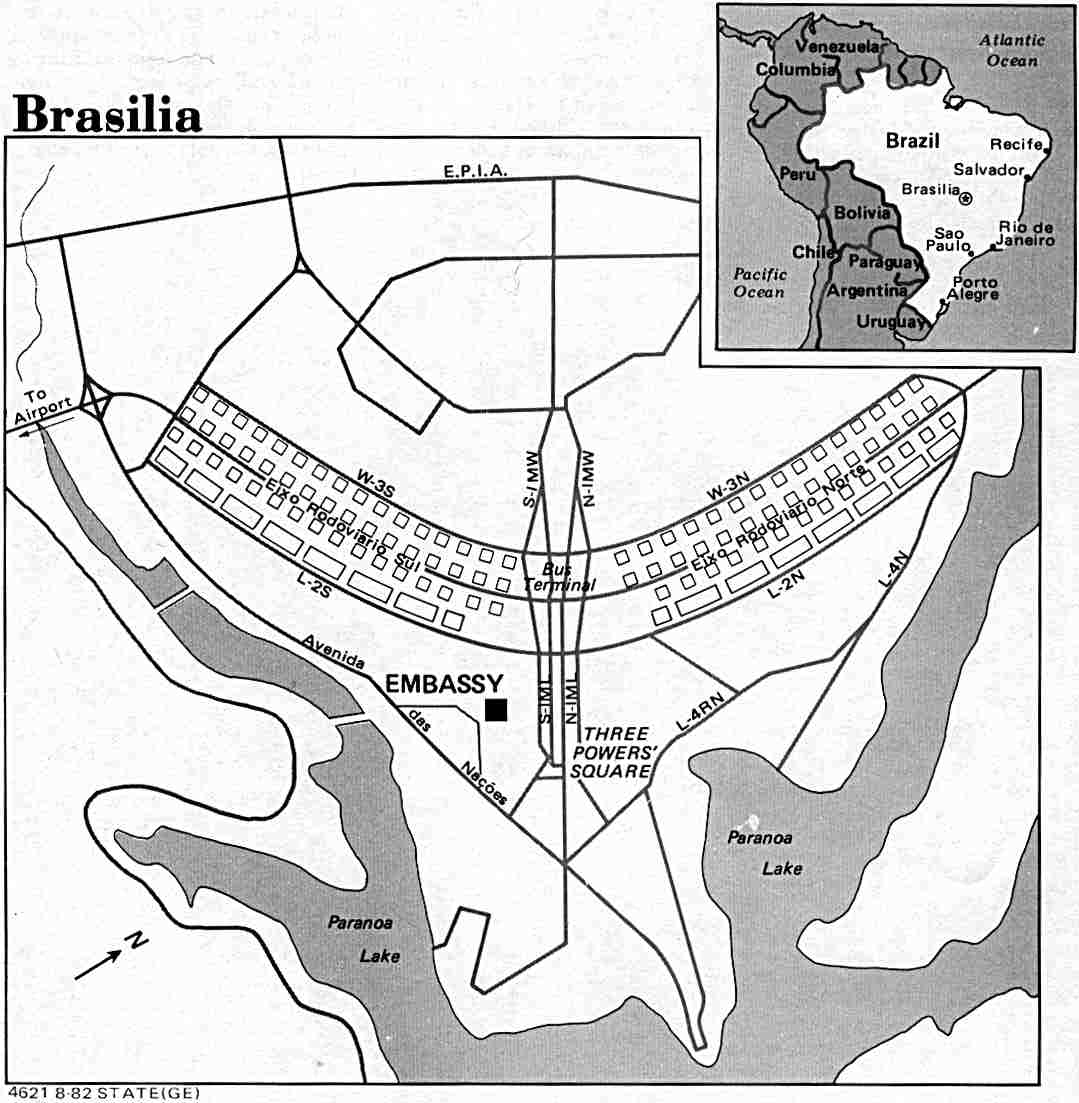
Принятый план строительства города Бразилиа

Плановый город (также новый город) — город или посёлок (в России и странах СНГ также посёлок городского типа), созданный быстро, но при этом планомерно на ранее неосвоенной человеком местности.
Плановые города начали возникать в массовом количестве со второй половины XX века при непосредственном участии государства, частного капитала крупных концернов или же их совместными усилиями. Строго говоря, новый город редко возникает совсем на пустом месте из ниоткуда. Обычно его основатели в результате первых исследовательских экспедиций замечают определённые предпосылки к его возникновению на данном месте. Часто к таким предпосылкам относятся стоянки древних кочевых или современных автохтонных народов, например, у водопоя, возле которого часто просматриваются следы зачаточной хозяйственной деятельности, остатки жилых помещений и орудий труда.
В отличие от традиционных городов, возникших в удобных для человека климатических и ландшафтных регионах, постепенно разраставшихся на протяжении столетий и даже тысячелетий, сроки возведения новых плановых городов форсированы. Часто это 2—3 года. От «эволюционировавших» городов их часто отличает узкая специализация, обычно связанная с добычей полезных ископаемых в труднодоступных или неблагоприятных для проживания большого количества людей регионах. В новых городах преобладает типовое жильё, будь то многоэтажные многоквартирные дома или же коттеджи типового, часто легкосборочного типа.

## Плановые города в СССР
Огромное количество плановых городов при активном участии государства возникло в период советской индустриализации (соцгорода), освоения целинных земель Сибири и Казахстана, строительства БАМа. Одним из новых городов автомобилестроения в России стал Тольятти. Так в 1963 и 1968 годах возникли нефтяные города Шевченко и Новый Узень (позднее, Жанаозен) на полуострове Мангышлак в Казахстане. Характеризуя тогдашнюю ситуацию и анонсируя программу строительства новых городов в Сибири в 2021 году, министр обороны Сергей Шойгу сказал: «В Российской империи с доминированием в экономике тогда до 95 % сельского хозяйства и, соответственно, крестьянского труда к 1916 году насчитывалось 666 городов. А в результате советской индустриализации, создания с нуля новых промышленных районов, развития центральной промышленной зоны, освоения Севера, Сибири и Дальнего Востока к 1991 году в СССР было уже около 2200 городов разных категорий… Из них только с 1956 года до начала перестройки появилось более 600 городов. А потом, вы знаете, как отрезало…». Массовым примером плановых городов в СССР могут быть атомограды, проектируемые с учётом строящихся параллельно градообразующих предприятий — АЭС.

## Плановые города в США
Плановые города в США в XX веке также часто возводились при непосредственном участии государства, но с активным привлечением частного капитала для освоения Аляски, Дикого Запада, затем Флориды и т. д. В последнее время в результате урбанистического упадка старых городских центров (даунтаунов), наметилась тенденция формирования новых городов субурбанизационного и эксурбанизационного типа.

## Новые тенденции
В последнее время под «новым городом» обозначают город, спланированный и построенный на базе современных функциональных технологий планирования; такой город часто прилегает к уже существующему традиционному поселению, то есть фактически представляет собой узкоспециализированный город-спутник. Задача таких городов в основном сводится к разгрузке крупных агломерационных центров. Новый город включает в себя торговый и развлекательный центр города, жилые и промышленные районы.

## Обновления старых городов
Иногда «старый» город может резко обновиться, например, в результате переноса столицы. Так, перенос столицы Казахстана резко преобразил Астану. За последние двадцать лет население новой столицы выросло с 320 тысяч до более миллиона. Астана стала экономическим и политическим центром Казахстана. В ней были расположены все министерства и резиденция президента. Перенос столицы поспособствовал повышению интереса частных лиц к инвестициям — теперь в Астане самое большое количество в Средней Азии современных небоскребов и других масштабных проектов.

## Примеры
В XVIII веке в США была построена по плановому типу новая столица — Вашингтон. В 1960-е годы столица Бразилии была перенесена в специально построенный для столичных функций новый город Бразилиа. В Великобритании существует 31 новый город (например, Милтон-Кинс), в Израиле были основаны 30, из них 19 — при отсутствии исходного поселения.
Примерами в других странах являются Вольфсбург, Зеннештадт, Хохдаль (Эркрат), Айзенхюттенштадт в Германии, Лейштадт и Эммелоорд в Нидерландах, Сержи-Понтуаз и Марне-ле-Валле около Парижа, Эрестад (дат. Ørestad) — район датской столицы Копенгаген, Чандигарх в Индии, Канберра в Австралии, Андише близ Тегерана.